# Citharacanthus livingstoni
Citharacanthus livingstoni là một loài nhện ở Guatemala, thuộc họ Theraphosidae.
Loài này thuộc chi Citharacanthus. Citharacanthus livingstoni được Günther Schmidt & Dirk Weinmann miêu tả năm 1996.